# 612 (numero)
Seicentododici è il numero naturale dopo il 611 e prima del 613.

## Proprietà matematiche
- È un numero pari.
- È un numero composto, con i seguenti 18 divisori: 1, 2, 3, 4, 6, 9, 12, 17, 18, 34, 36, 51, 68, 102, 153, 204, 306, 612. Poiché la somma dei suoi divisori (escluso il numero stesso) è 1026 > 612, è un numero abbondante.
- È un numero di Harshad nel sistema metrico decimale.
- È un numero pratico.
- È un numero intoccabile.
- È parte delle terne pitagoriche (35, 612, 613), (255, 612, 663), (288, 540, 612), (416, 612, 740), (459, 612, 765), (612, 759, 975), (612, 816, 1020), (612, 1075, 1237), (612, 1309, 1445), (612, 1680, 1788), (612, 1785, 1887), (612, 2565, 2637), (612, 2720, 2788), (612, 3441, 3495), (612, 5184, 5220), (612, 5491, 5525), (612, 7791, 7815), (612, 10395, 10413), (612, 15600, 15612), (612, 23405, 23413), (612, 31209, 31215), (612, 46816, 46820), (612, 93635, 93637).
- È un numero palindromo e un numero a cifra ripetuta nel sistema di numerazione posizionale a base 33 (II) e in quello a base 35 (HH).
- È un numero di Ulam.
- È un numero rifattorizzabile in quanto divisibile per il numero dei propri divisori.
- È un numero malvagio.
- Nel sistema numerico decimale è divisibile per il prodotto delle sue cifre.

## Astronomia
- 612 Veronika è un asteroide della fascia principale del sistema solare.
- NGC 612 è un galassia lenticolare della costellazione dello Scultore.

## Astronautica
- Cosmos 612 è un satellite artificiale russo.